# Yawan (socken i Kina)
Yawan (kinesiska: 鸭湾, 鸭湾乡) är en socken i Kina. Den ligger i provinsen Shanxi, i den norra delen av landet, omkring 180 kilometer sydväst om provinshuvudstaden Taiyuan.
Genomsnittlig årsnederbörd är 748 millimeter. Den regnigaste månaden är juli, med i genomsnitt 240 mm nederbörd, och den torraste är december, med 2 mm nederbörd.